# Sedoideae
Sedoideae es una subfamilia de plantas con flores de la familia Crassulaceae.

## Géneros
- Afrovivella - Cremnophila - Diamorpha - Hypagophytum - Lenophyllum - Meterostachys - Parvisedum - Pseudosedum - Rosularia - Sedum - Sempervivella - Sinocrassula - Tacitus - Villadia